# Chema Rodríguez
José María „Chema” Rodríguez Vaquero (Autilla del Pino, 1980. január 5. –) spanyol válogatott kézilabdázó, a magyar férfi válogatott szövetségi kapitánya.

## Pályafutása

### Klubcsapatokban
A La Salle akadémiáján nevelkedett, a spanyol élvonalban pedig a Valladolid színeiben mutatkozott be 1999-ben. A csapattal 2003-ban kupagyőztes lett, 2005-ben és 2006-ban pedig a Copa del Reyt, azaz a Király-kupát nyerte meg a klub játékosaként. A 2006-2007-es idényben a Bajnokok Ligája elődöntőjében a Flensburgtól kapott ki, majd végzett a negyedik helyen, miután a bronzmérkőzésen a Portland San Antonio is jobbnak bizonyult. 2007 nyarán a Ciudad Real igazolta le 800 000 euró ellenében, ami akkor a legmagasabb átigazolási díjnak számított a sportág történetében.
A Ciudadnál Joan Cañellasszal osztozott az irányító poszton. 2008-ban megnyerte a csapattal a spanyol bajnokságot, a Copa del Reyt, a spanyol Szuperkupát, a Spanyol Kupát és a Bajnokok Ligáját is, azaz minden sorozatban első helyen végzett a klub, amelyben elindult a szezonban. A következő idényben a bajnokságban és a Bajnokok Ligájában megvédte címét a Ciudad, 2010-en pedig újabb bajnoki aranyérmet ünnepelhettek a csapat tagjai. 2011-ben a Ciudad csődbe ment, majd jogait, így első osztályú licenszét az Atlético Madrid vásárolta meg. Chema egy évet töltött a csapatban, majd Magyarországra igazolt, az MKB Veszprém csapatához, ahol három évre szóló szerződést írt alá..
2013-ban, 2014-ben, 2015-ben, 2016-ban és 2017-ben bajnokságot, 2013-ban, 2014-ben, 2015-ben, 2016-ban és 2017-ben pedig Magyar Kupát nyert a bakonyi csapattal, ezenkívül kétszer nyerte meg a SEHA-ligát és háromszor is bejutott csapatával a Bajnokok Ligája négyes döntőjébe 2017 nyarán a francia Saran Loiret Handball együttesében folytatta pályafutását. 2019-ben a magyar férfi válogatott edzői stábjának tagja lett, amellett, hogy játékos pályafutását továbbra is folytatta a francia klubban.

### A válogatottban
A spanyol válogatottban 2004-ben mutatkozott be és 2015-ig 127 mérkőzésen 159 gólt szerzett címeres mezben. 
A 2005-ös világbajnokságon aranyérmet, egy év múlva az Európa-bajnokságon pedig ezüstérmet nyert a csapattal. 2011-ben világbajnoki bronzérmes volt.

### Edzőként
A 2020-2021-es szezontól a Benfica edzője lett. 2022-ben EHF Európa-ligát nyert csapatával.
A magyar válogatottnál 2019-től másodedzőként dolgozó Chemát nevezték ki 2022 márciusában szövetségi kapitánynak. 2023 nyarán távozott a Benficától, így onnantól főállású szövetségi kapitány.

## Sikerei, díjai
- Spanyol bajnok: 2008, 2009, 2010
- A Copa del Rey de Balonmano győztese: 2005, 2006, 2008, 2012
- Spanyol Kupa-győztes: 2003, 2008, 2009
- Spanyol Szuperkupa-győztes: 2008, 2012
- Magyar bajnok: 2013, 2014, 2015, 2016, 2017
- Magyar Kupa-győztes: 2013, 2014, 2015, 2016, 2017
- Bajnokok Ligája-győztes: 2007–08, 2008–09
- EHF-szuperkupa-győztes: 2009
- SEHA-liga-győztes: 2015, 2016